# Amphiasma micranthum
Amphiasma micranthum là một loài thực vật có hoa trong họ Thiến thảo. Loài này được (Chiov.) Bremek. mô tả khoa học đầu tiên năm 1952.